# Ein Geschenk des Himmels (1951)
Ein Geschenk des Himmels (Originaltitel: Father’s Little Dividend) ist eine amerikanische Filmkomödie, die Regisseur Vincente Minnelli im Jahr 1951 für MGM inszeniert hat. Der Film ist eine Fortsetzung des Erfolgsfilms Vater der Braut.

## Handlung
Ort der Handlung ist eine Stadt in den USA, die Zeit die Gegenwart. Kay Banks hat Buckley Dunstan geheiratet (siehe Vater der Braut) und erwartet nun ihr erstes Baby. Während Ellie ganz in ihrem Element ist, weil sie die Schwangerschaft und Geburt ihrer Tochter organisieren darf, gerät Kays Vater, Stanley, ins Grübeln. Er hat sich noch kaum mit der Liebeswahl seiner Tochter abgefunden, und dass er demnächst Großvater werden soll, zwingt ihn unerwartet zu einer Auseinandersetzung mit dem eigenen Älterwerden.
Ellie kümmert sich um die Einrichtung des Kinderzimmers, die Baby Shower und die Suche nach einem Namen für das Kind. Als Mann wird Stanley von alldem ausgeschlossen. Seinen eigenen Weg zur Großvaterschaft findet er erst, als er erkennt, wie dringend Kay ihn braucht. Die leidet nämlich zunehmend unter der Entmündigung durch ihre Mutter und ihre Schwiegereltern, die sich in alles, was mit dem Baby zu tun hat, einmischen und ihr keine selbstständigen Entscheidungen zugestehen, während Stanley sich bald mit seiner Tochter solidarisiert und ihr mit seiner stillen Art den Rückhalt gibt, den sie in diesem Moment braucht. Auf die Probe gestellt wird seine Loyalität, als Kay sich für die unkonventionellen Ideen eines „modernen“ Frauenarztes begeistert, über die Stanley eigentlich schockiert ist. Weil Kay auf seine Unterstützung angewiesen ist, arrangiert er sich damit dennoch. Erneut gebraucht wird er, als Kay ihrem Mann davonläuft, weil sie glaubt, dass er sie betrügt. Es gelingt Stanley, das zugrundeliegende Missverständnis aufzuklären und das Paar zu versöhnen. Trösten muss er Kay auch, als die Geburt näherrückt und ihre Angst vor diesem Ereignis zunimmt.
Das Kind wird schließlich geboren. Freundschaft mit dem Enkelsohn zu schließen, gelingt Stanley nicht sogleich, weil das Kind auf seinem Arm immer zu schreien beginnt. Das Eis zwischen Großvater und Enkel wird erst gebrochen, als das Kind Stanley während eines Spazierganges abhandenkommt, von der Polizei auf die Wache mitgenommen wird und Stanley beim Polizeioffizier darum betteln muss, ihm das Kind herauszugeben, ohne dass die Frauen von dem Vorfall erfahren.
Der Film endet mit dem heiligen Sakrament, Kay und Buckley lassen ihr Kind zu Ehren des Großvaters auf den Namen „Stanley“ taufen.

## Form
Die Handlung des Films wird ganz aus Stanleys Perspektive erzählt. Zu diesem Zweck spricht er die Zuschauer direkt an.
In einigen Szenen nähert der Film, der ansonsten den Mustern einer Komödie folgt, sich dem Schwankhaften, etwa in der Szene, in der Stanley, weil seine Frau ihn aus dem Schlafzimmer ausquartiert hat, im Mädchenbett seiner Tochter übernachtet. Mit den überreichen Rüschen, die dieses Bett zieren und die mit Tracys zerfurchtem Gesicht bizarr kontrastieren, führt er in dieser Szene einen Kampf wie mit einem Drachen.

## Produktion und Rezeption

### Produktionsgeschichte
Der Produktionsstab und die Hauptdarsteller für Ein Geschenk des Himmels waren weitgehend dieselben wie für Vater der Braut. Lediglich der Komponist wurde ausgetauscht.
Nach Vater der Braut war Ein Geschenk des Himmels der zweite Film, in dem Spencer Tracy in der Rolle des mitfühlenden und loyalen Vaters einer flüggen Tochter zu sehen war. In Theaterfieber (1953) und Rat mal, wer zum Essen kommt (1967) entwickelte er diesen Charaktertypus fort. Die Rolle eines von seinem weiblichen Umfeld immer wieder unterschätzten und zum Stummsein verdammten Mannes war Tracy auf den Leib geschrieben und gab ihm reiche Gelegenheit, das zu zeigen, was er als Schauspieler am besten konnte: komplexe Gefühle ohne Worte, nur mit den Mitteln seines Gesichts auszudrücken.

### Kinoauswertung
Der Film wurde in den USA am 27. April 1951 uraufgeführt. Während Vater der Braut an den Kinokassen mehr als 4 Mio. Dollar eingespielt hatte, brachte Ein Geschenk des Himmels es immerhin noch auf 3,1 Mio. Dollar.
In den Vereinigten Staaten befindet sich der Film sich heute in der Public Domain.

### Kritiken
„Leicht verspielte Komödie in der Nähe des Schwankhaften, glänzend gespielt und inszeniert.“

„Fortsetzung von ‚Vater der Braut‘, die das Niveau des Vorgängers nicht hält. Den damaligen Brautvater sieht man nun in der ihm schwerfallenden Rolle des Großvaters.“

### Auszeichnungen
Der Regisseur des Films, Vincente Minnelli, war 1951 für den Preis der Directors Guild of America nominiert. Verliehen wurde der Preis schließlich aber an Joseph L. Mankiewicz und Gaston Glass für Alles über Eva. Das Drehbuch errang 1952 den Komödienpreis der Writers Guild of America.

### Neuverfilmung
- Ein Geschenk des Himmels – Vater der Braut 2 (1995)